# جيل دولوز
جيل دولوز (بالفرنسية Gilles Deleuze) (18 يناير 1925 – 4 نوفمبر 1995) هو فيلسوف فرنسي كتب في الفلسفة والأدب والأفلام والفنون الجميلة من أوائل الخمسينيات حتى وفاته في عام 1995، وكان أكثر أعماله شعبية مجلدَين عن الرأسمالية والانفصام: مكافحة العقد النفسية عام 1972 وألف هضبة عام 1980، تشارك في كتابة كليهما مع المحلل النفسي فيليكس غوتاري. يعتبر العديد من العلماء أطروحته الميتافيزيقية الفرق والتكرار (1968) أنها من إبداعاته العظيمة. يصنفه الفيلسوف أدريان وليام مور من بين «أعظم الفلاسفة» مستشهدًا بمعايير برنارد ويليامز للمفكر العظيم. رغم أنه وصف نفسه في الماضي بأنه «الميتافيزيقي النقي»، فإن عمله قد أثر على مجموعة متنوعة من التخصصات عبر الفلسفة والفن، بما في ذلك النظرية الأدبية وما بعد البنيوية وما بعد الحداثة.
كان دولوز، إلى جانب العديد من الأنصار الفرنسيين والإيطاليين للمذهب السبينوزي المحدث المستوحى من الماركسية مثل لويس ألتوسير وإتيان باليبار وأنطونيو نيجري، أحد الشخصيات الرئيسية في الازدهار الكبير لدراسات سبينوزا في الفلسفة القارية في أواخر القرن العشرين وأوائل القرن الحادي والعشرين (أو نهوض النزعة الفرنسية السبينوزية المحدثة المستوحاة من عصر ما بعد البنيوية)،  الذي كان ثاني انتعاش لسبينوزا في التاريخ، بعد السبينوزية المحدثة ذات الأهمية الكبيرة في الفلسفة الألمانية والأدب في أواخر القرن الثامن عشر وأوائل القرن التاسع عشر تقريبًا. كان انشغال دولوز بسبينوزا وتقديسه له معروفًا جيدًا في الفلسفة المعاصرة. كما ذكر بيير ماشيري «جزء هام من أعمال دولوز مكرس لقراءة الفلاسفة: ستوكس، ولايبنتس، وهيوم، وكانط، ونيتشه، وبرجسون، إلخ. ولكن سيُعيّن منصب فردي في هذه القائمة إلى سبينوزا، بسبب الاهتمام الفلسفي الذي يتوافق معه».

## حياته

### نشأته
وُلد دولوز في عائلة من الطبقة المتوسطة في باريس وعاش هناك معظم حياته. حصل على تعليمه الأولي أثناء الحرب العالمية الثانية، والتحق بمدرسة ثانوية كارنو خلال هذه الفترة. قضى سنة في الصف التحضيري العالي في ثانوية هنري الرابع. أثناء الاحتلال النازي لفرنسا، أُلقي القبض على جورج، الأخ الأكبر لدولوز، لمشاركته في المقاومة الفرنسية، وتوفي أثناء نقله إلى معسكر اعتقال. ذهب دولوز إلى السوربون (جامعة باريس) للدراسة في عام 1944. كان العديد من بين معلميه من المتخصصين البارزين في تاريخ الفلسفة مثل جورج كانغيلهم وجان هيبوليت وفرديناند آلكيي وموريس دي غانديلاك. إن اهتمام دولوز على مدى الحياة بالشخصيات الكنسية في الفلسفة المعاصرة يدين بالكثير لهؤلاء المعلمين. بالإضافة إلى ذلك، وجد دولوز أن عمل الكتّاب غير الأكاديميين مثل جان بول سارتر ملفت للانتباه.

### مسيرته المهنية
اجتاز دولوز مرحلة تجميع البيانات في الفلسفة في عام 1948، ودرّس في مختلف الثانويات (مثل أمينز وأورلينز ولويس غراند) حتى عام 1957، عندما تولى منصبًا في جامعة باريس. نشر أول دراسة له في عام 1953، النزعة التجريبية والذاتية، عن ديفيد هيوم. استند في هذه الدراسة إلى أطروحته (دبلوم في الدراسات العليا، أي ما يعادل تقريبًا أطروحة ماجستير) التي جرت تحت إشراف هيبوليت وكانغيلهم. شغل دولوز منصبًا في المركز الوطني الفرنسي للبحث العلمي من عام 1960 إلى عام 1964. في هذه الفترة، نشر كتابه نيتشه والفلسفة (1962) وأصبح صديقًا لميشيل فوكو.
كان أستاذًا في جامعة ليون من عام 1964 حتى 1969. نشر أطروحتيه، الفرق والتكرار (تحت إشراف غانديلاك) والمذهب التعبيري في الفلسفة: سبينوزا (تحت إشراف ألكوييه)، في عام 1968. عُين في جامعة باريس الثامنة في فينسين/سانت دنيس في عام 1969، وهي مدرسة تجريبية نُظمت لتنفيذ الإصلاح التعليمي. جذبت هذه الجامعة الجديدة عددًا من الباحثين الموهوبين، بما في ذلك فوكو (الذي اقترح توظيف دولوز) والمحلل النفسي فيليكس غواتاري. درس دولوز في فينسين حتى تقاعده في عام 1987.

### حياته الشخصية
تزوج دولوز من دينيس بول «فاني» غراندجوان في عام 1956. عندما طُلب منه التحدث عن حياته، أجاب: «إن حياة الأكاديميين نادرًا ما تكون مثيرة للاهتمام». يختتم دولوز رده على هذا النقد قائلًا:
«ماذا تعرف عني، نظرًا لأني أؤمن بالسرية؟... إذا تمسكت بالمكان الذي أنا فيه، إذا لم أكن أسافر في الأرجاء، أقوم برحلات داخلية مثل أي شخص آخر يمكنني قياسها فقط من خلال عواطفي، وأعبر بشكل ملتوٍ وغير مباشر عما أكتبه... إن الحجج التي يسوقها المرء في تجربته المتميزة هي حجج سيئة ورجعية».
كان دولوز ملحدًا.

### وفاته
أُصيب دولوز، الذي كان قد عانى من أمراض تنفسية منذ سن مبكرة، بمرض التدرن الرئوي (السلّ) في عام 1968 وخضع لجراحة رأب الصدر (إزالة الرئة). عانى من أعراض تنفسية شديدة بشكل متزايد لبقية حياته. تطلبت المهام البسيطة مثل الكتابة جهدًا شاقًا في السنوات الأخيرة من حياته. انتحر في 4 نوفمبر من عام 1995ملقيًا نفسه من نافذة شقته.
أعلن دولوز قبل وفاته عن نيته بكتابة كتاب بعنوان عظمة ماركس، وترك وراءه فصلين من مشروع لم يكتمل بعنوان الفرق والتعددية (وقد نشرت هذه الفصول كمقالات «العظمة: حياة» و«الفعلية والافتراضية»). دُفن في مقبرة قرية سانت ليونار دي نوبلات.

## الفلسفة
تندرج أعمال دولوز في مجموعتين: من ناحية؛ مقالات متخصصة تفسر عمل فلاسفة آخرين (مثل باروخ سبينوزا، وغوتفريد فيلهلم لايبنتس، وديفيد هيوم، وإيمانويل كانط، وفريدريش نيتشه، وهنري بيرجسون، وميشيل فوكو) وفنانين (مثل مارسيل بروست، وفرانز كافكا، وفرانسيس بيكون)؛ ومن ناحية أخرى؛ مجلدات فلسفية انتقائية منظمة حسب المفهوم (على سبيل المثال: الاختلاف، والحس، والأحداث، والانفصام، والتدبير، والسينما، والرغبة، والفلسفة). ومع ذلك، يرى منتقدوه والمحللون أن هذين الجانبين كثيرًا ما يتداخلان، لا سيما بسبب النثر الذي قدمه وخرائط كتابه الفريدة التي تسمح بقراءات متعددة الجوانب.

## مؤلفاته
منشورات مفردة:
- التجريبية والذاتية (1953)، وترجم إلى الإنكليزية 1991.
- نيتشه والفلسفة (1962)، وترجم في عام 1983.
- فلسفة كانط النقدية (1962)، وترجم في عام 1983.
- بروس والعلامات (1964، حررت الطبعة الثانية في عام 1976)، وترجم في عام 1973، وترجمت الطبعة الثانية في عام 2000.
- نيتشه (1965) وترجم إلى في الفطرة النقية (2001).
- البرجسونية (1966) وترجم في عام 1988.
- عرض زاخر مازوخ (1967) وترجم إلى المازوخية: البرودة والقسوة (1989).
- الفرق والتكرار (1968) وترجم في عام 1994.
- سبينوزا ومشكلة التعبير (من إصدارات دي مينويت في باريس لعامي 1968 و1985)، وترجم إلى المذهب التعبيري في الفلسفة: سبينوزا (1990).
- منطق الحس (1969) وترجم في عام 1990.
- سبينوزا (نشر في باريس، في مطابع جامعة فرنسا عام 1970).
- حوارات (مع كلير بارنيت، نُشر في عام 1977، ونُشرت الطبعة الثانية في عام 1996)، وترجم إلى حوارات 2 (1987، ونُشرت الطبعة الثانية في عام 2002).
- سبينوزا – الفلسفة العملية. نُشرت الطبعة الثانية في مطابع دي مينويت في باريس عام 1981) وترجم في عام 1988.
- فرانسيس بيكون - منطق الإحساس (1981)، وترجم في عام 2003.
- السينما الجزء الأول: الصورة المتحركة (1983)، وترجم في عام 1986.
- السينما الجزء الثاني: الصور المؤقتة (1985)، وترجم في عام 1989.
- فوكو (1986). وترجم في عام 1988.
- الطيّة (الانثناء): لابينتس والباروكية (1988)، وترجم في عام 1993.
- بريكليس وفيردي: فلسفة فرانسوا شاتيليت (1988)، وترجم إلى الحوارات 2، نُقح ونُشر في عام 2007.
- مفاوضات (1990)، وترجم في عام 1995.
- الحرج والسريرية (1993)، وترجم إلى مقالات في الحرج والسريرية (1997).
- الفطرة النقية (2001).
- الجزر الصحراوية ونصوص أخرى (2002)، وترجم في عام 2003.
- نظامان للجنون ونصوص أخرى (2004)، وترجم إلى نظامان للجنون: نصوص ومقابلات من 1975 – حتى 1995 (2006).
- منشورات بالتعاون مع فيليكس غوتاري:
- الرأسمالية والانفصام الجزء الأول: مكافحة العقد النفسية (1972)، وترجم إلى مكافحة العقد النفسية (1977).
- كافكا: نحو الآداب الصغرى (1975)، وترجم في عام 1986.
- الجذمور (1976)، وترجم بشكل منقح إلى ألف هضبة (1987).
- البداوة: آلة الحرب (1986)، وترجم إلى ألف هضبة (1987).
- الرأسمالية والانفصام الجزء الثاني: ألف هضبة (1980)، وترجم في كتاب ألف هضبة (1987).
- ما هي الفلسفة؟ (1991)، وترجم في عام 1994.
- «الجزء الأول: دولوز وغوتاري في مكافحة العقد النفسية» لفلسفة الفوضى: نصوص ومقابلات من 1972 حتى 1977 (2009)، وحرره سيلفري لوترينغر. (من صفحة 35 حتى 118).
- منشورات بالتعاون مع ميشيل فوكو:
- «المثقفون والسلطة: مناقشة بين جيل دولوز وميشيل فوكو». نشرت في صحيفة تيلوس العدد 16 (صيف 1973). في نيويورك: صحيفة تيلوس (وأعيدت طباعته في الجزر الصحراوية ونصوص أخرى؛ انظر أعلاه).
- منطق المعنى (كتاب جيل دولوز)

## البرامج الوثائقية
برنامج أبجدية جيل دولوز مع كلير بارنت، من إنتاج بيير أندريه بوتانغ. إصدارات مونبارناس.

## روابط خارجية
- جيل دولوز على موقع IMDb (الإنجليزية)
- جيل دولوز على موقع الموسوعة البريطانية (الإنجليزية)
- جيل دولوز على موقع ميوزك برينز (الإنجليزية)
- جيل دولوز على موقع ديسكوغز (الإنجليزية)
- جيل دولوز على موقع قاعدة بيانات الفيلم (الإنجليزية)